# Боевые искусства Шаолиня (фильм, 1986)
«Боевые искусства Шаолиня» (Храм Шаолиня 3: Боевые искусства Шаолиня) (кит. 南北少林, пиньинь Nán běi Shào Lín, букв. Южный и Северный Шаолинь) — художественный фильм 1986 года, заключительная часть трилогии о боевых искусствах, практикуемых в китайском монастыре Шаолинь, начатой в фильмах «Храм Шаолинь» (1982) и «Дети Шаолиня» (1984).

## Сюжет
Китай во времена династии Цин. Монах из северного монастыря Шаолинь Чжимин узнаёт, что правитель-диктатор Хэ Со, убивший его отца, устраивает празднование в честь своего дня рождения. Чжимин решает убить Хэ Со на этом праздновании. Однако он не один такой. Девушка Сы Ма Ян и послушник Чаовэй из южного монастыря Шаолинь тоже хотят отомстить за смерть своих близких. Убить жестокого правителя им не удаётся, и троице приходится бежать. Но вскоре они возвращаются, чтобы восстановить справедливость, и в этом им помогают монахи как южного, так и северного Шаолиня.

## В ролях
| Актёр                     | Роль                      |
| ------------------------- | ------------------------- |
| Джет Ли                   | Чжи Минг                  |
| Хуан Цюянь                | Сы Ма Ян                  |
| Ху Цзяньцян               | Чао Вэй                   |
| Юй Чэнхуэй                | Хэ Суо                    |
| Юй Хай                    | учитель Чжи Рен (Дзе Рен) |
| Янь Дихуа                 | учитель Ву Ло             |
| Ма Вэйчжан (Мак Ваицзёнг) | Вэй Фан , друг Чжи Минга  |
| Цзи Чуньхуа               | охранник Хэ Суо           |

## Прокат
В Гонконге фильм находился в прокате с 2 января по 3 мая 1986 года, собрав свыше 18 млн HKD.
На английском языке фильм шёл также под названиями Shaolin Temple 3 (с англ. — «Храм Шаолинь 3») и North and South Shaolin (с англ. — «Северный и южный Шаолинь»).

## Награды
В 1987 году фильм номинировался на премию кинофильмов Гонконга (Hong Kong Film Awards) в категории «Лучшая хореография боя».

## Продолжение
В 2011 году в прокат вышел сиквел под названием «Новый храм Шаолиня» с Донни Ё в главной роли и с участием Джеки Чана, поставленный режиссёром Бенни Чаном.